# Paul Harig
Paul Harig (3 de julho de 1900 – 24 de maio de 1977) foi um político alemão do Partido Comunista (KPD) e ex-membro do Bundestag alemão.

## Vida
De 1949 a 1953 Harig foi membro do Bundestag alemão. Ele foi eleito para o Bundestag pela lista do estado da Renânia do Norte-Vestfália do KPD.

## Literatura
Herbst, Ludolf; Jahn, Bruno (2002).  Vierhaus, ed. Biographisches Handbuch der Mitglieder des Deutschen Bundestages. 1949–2002 (em alemão). München: De Gruyter - De Gruyter Saur. 1715 páginas. ISBN 978-3-11-184511-1